# 阿里·马马多夫
阿里·侯赛因奥卢·马马多夫（1955年8月11日—1992年10月1日），是一名阿塞拜疆军人。他因在第一次纳戈尔诺-卡拉巴赫战争中壮烈牺牲，而被追授为阿塞拜疆国家英雄。

## 生平
阿里·马马多夫年幼时，他随父母搬到巴库。他在巴库的第255学校接受了中等教育。1975年，他在匈牙利服完兵役。1982年，他进入警察学院，毕业后在刑事侦查部担任警察队长。他已婚并有两个孩子。
随着第一次纳戈尔诺-卡拉巴赫战争不断扩大，1992年起，阿里·马马多夫参加前线战斗。1992年9月24日，他开始在拉钦区作战。1992年10月1日清晨，他和其他战友在占领吉扎蒂高地时，遭到亚美尼亚部队的强烈攻击。在把伤员带到安全地方后，重返战斗中心的马马多夫头部受了重伤，最终不幸牺牲。

## 荣誉
1992年10月19日，阿塞拜疆总统发布第273号总统令，追授阿里·马马多夫“阿塞拜疆国家英雄”。他死后葬于巴库烈士长廊。
巴库的一条街道以他命名。